# Василівська вулиця (Київ)
Васи́лівська ву́лиця — вулиця в Солом'янському районі міста Києва, місцевість Олександрівська слобідка. Пролягає від вулиці Андрія Головка до Народної вулиці.

## Історія
Вулиця виникла в 1-й чверті XX століття, назву отримала 1917 року (на рукописному плані Олександрівської Слобідки 1913 року[джерело?] назвою Василівська підписана вулиця, яка мала б бути підписана як Дачна).